# 代阿布洛 (加利福尼亚州)
代阿布洛（英語：Diablo）是位於美國加利福尼亞州康特拉科斯塔縣的一個人口普查指定地區。

## 地理
代阿布洛的座標為37°50′06″N 121°57′29″W / 37.83500°N 121.95806°W，而該地最高點為海拔高度161米（即528英尺）。

## 人口
根據2010年美國人口普查的數據，代阿布洛的面積為3.516平方千米，當中陸地面積為3.516平方千米，而水域面積為0.000平方千米。當地共有人口1158人，而人口密度為每平方千米329人。